# Esches (Oise)
Esches ist eine französische Gemeinde mit 1654 Einwohnern (Stand 1. Januar 2022) im Département Oise in der Region Hauts-de-France. Die Gemeinde liegt im Arrondissement Beauvais und ist Teil der Communauté de communes des Sablons und des Kantons Méru.

## Geographie
Die Gemeinde am Rand des Pays de Thelle liegt rund vier Kilometer südöstlich von Méru am gleichnamigen Fluss Esches, der als Ru de Méru in Méru entspringt und im Gemeindegebiet von Persan in die Oise mündet. Dem Lauf der Esches folgt die Bahnstrecke von Épinay-Villetaneuse nach Le Tréport-Mers, die in Esches einen Haltepunkt (Gare d’Esches) besitzt. Zu Esches gehören die Ortsteile Liécourt, La Lande, Harbonnières und Vignoru.
| 1962 | 1968 | 1975 | 1982 | 1990 | 1999 | 2006 | 2011 |
| ---- | ---- | ---- | ---- | ---- | ---- | ---- | ---- |
| 447  | 599  | 622  | 599  | 828  | 1071 | 1203 | 1253 |

## Verwaltung
Bürgermeister (maire) ist seit 2001 Denis Vanhoutte.

## Sehenswürdigkeiten
- 1789 erneuerte Kirche Saint-Rémi aus dem 13. Jahrhundert[1]
- Kapelle Saint-Hubert in La Lande
- Schloss aus dem 18. Jahrhundert

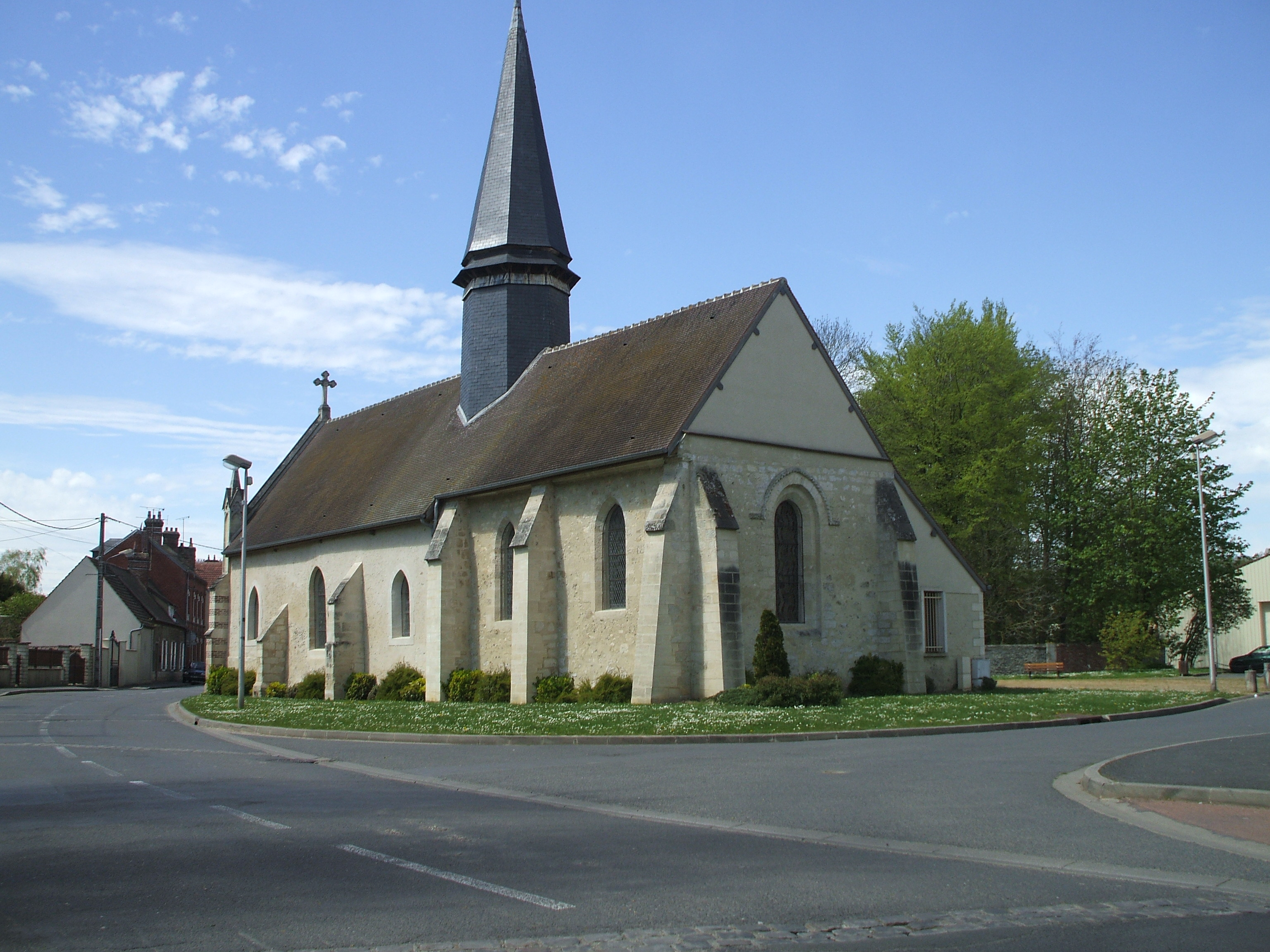
Kirche Saint-Rémi
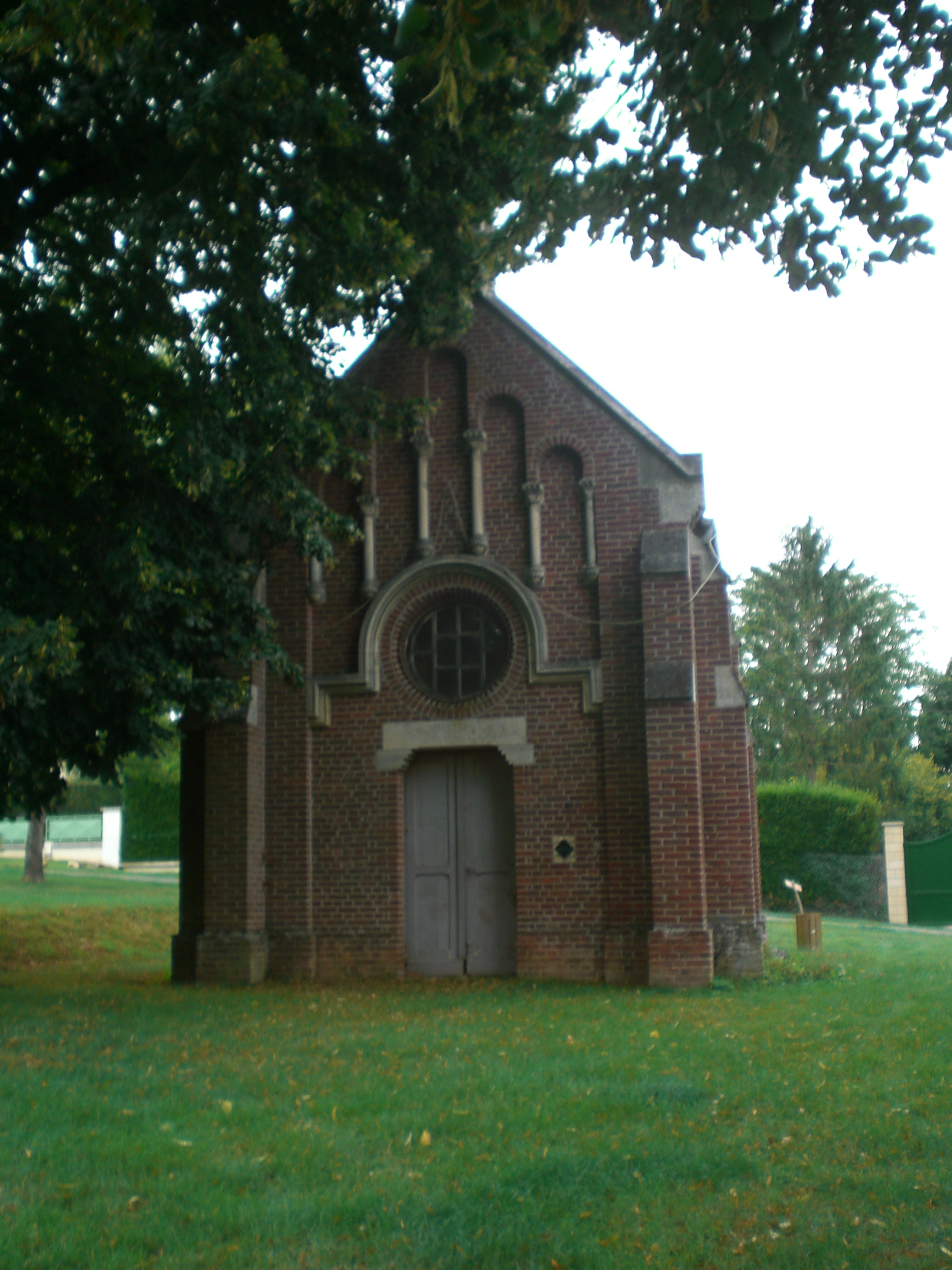
Kapelle Saint-Hubert
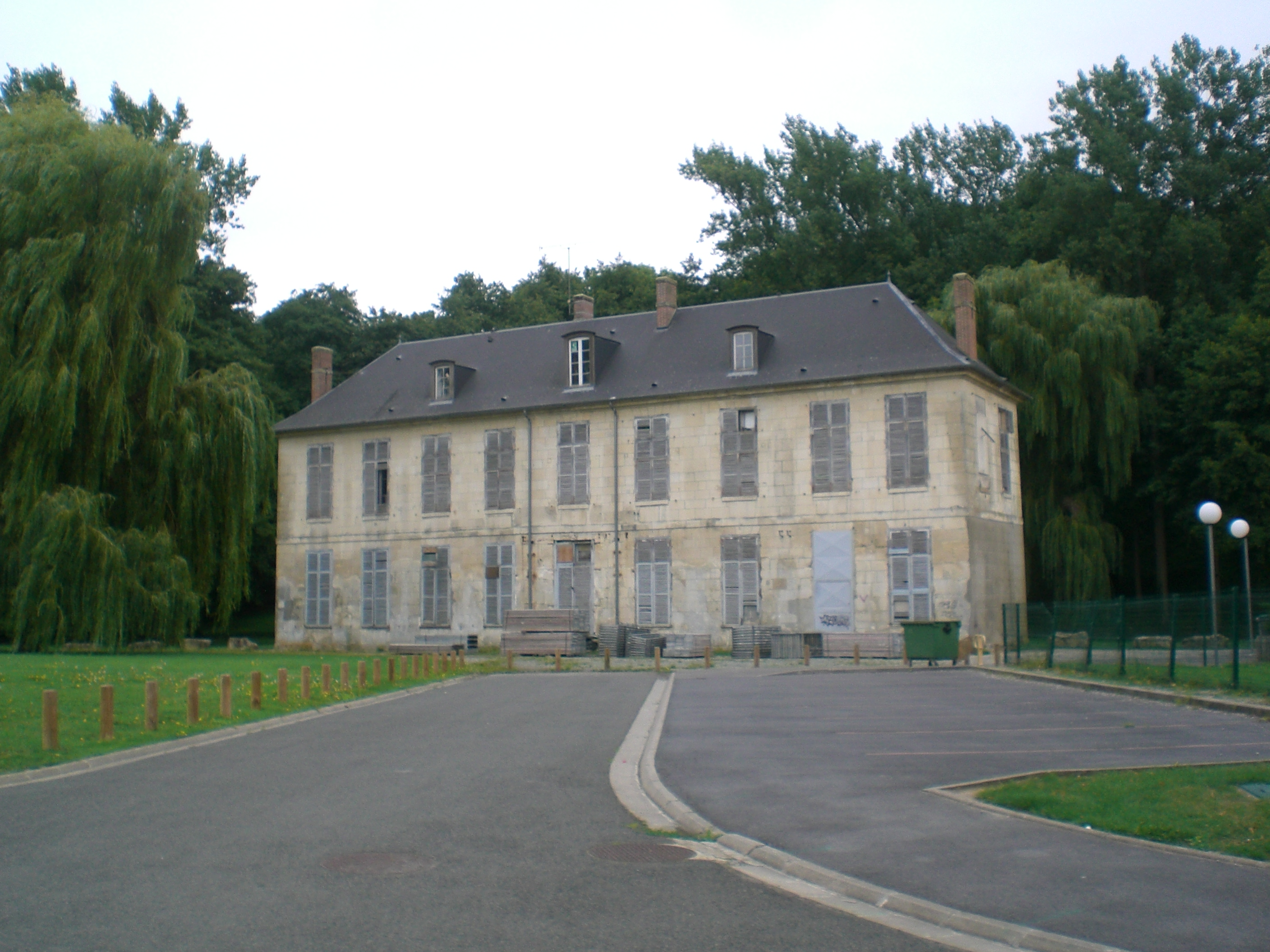
Schloss